# Вербова Лоза

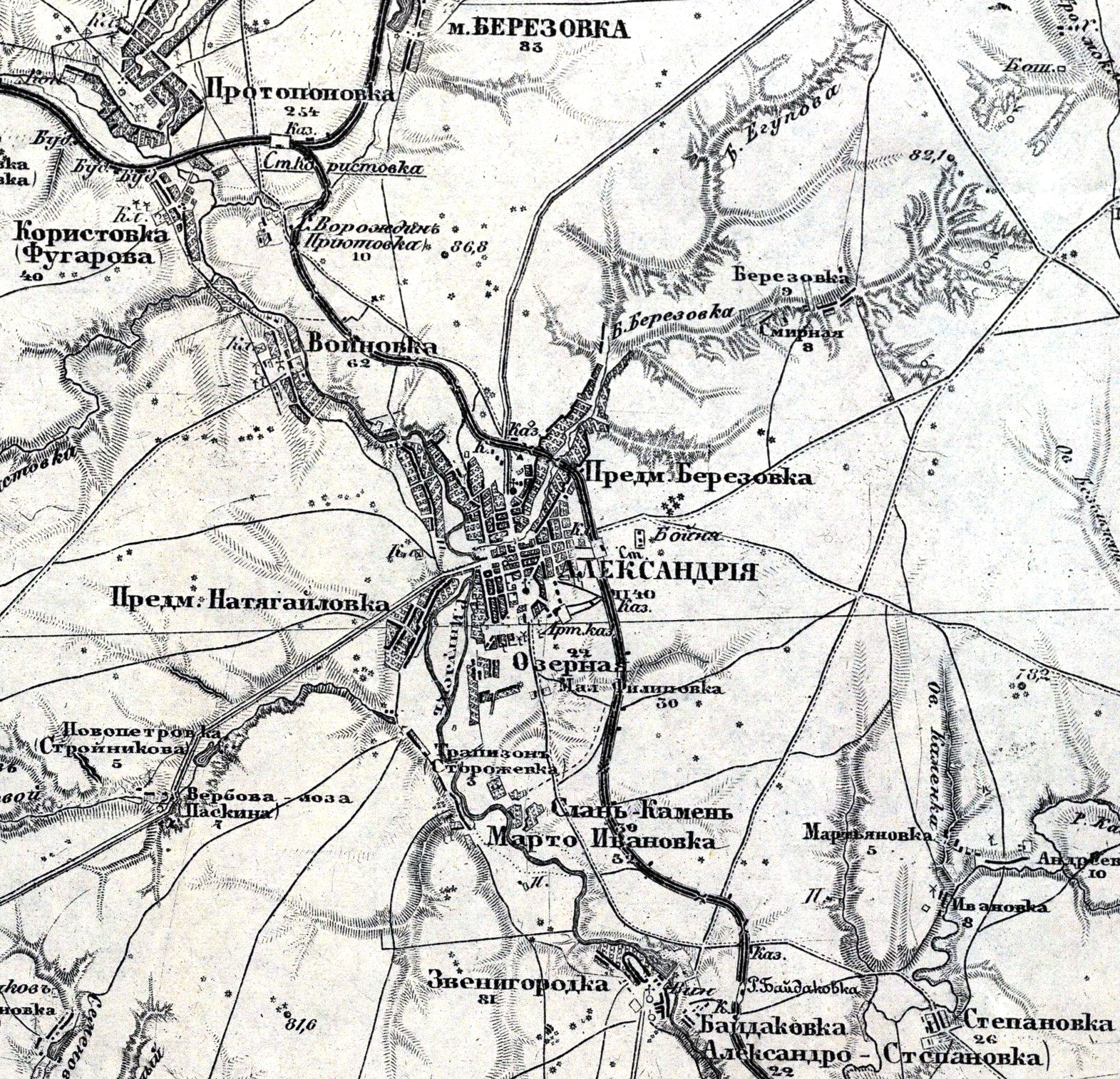
Олександрія і довколишні населені пункти на мапі початку ХХ сторіччя

Вербова Лоза (колишні назви Вербова, Паскіна) — колишнє село, а нині невелика й малозаселена місцевість на південно-західній околиці міста Олександрія.

## Опис
Нині колишнє село Вербова Лоза фактично є крайньою південно-західною околицею мікрорайону Перемога, та найзахіднішою точкою міста. Саме селище Перемога виникло вже після Другої світової війни як поселення для робітників кількох підприємств буровугільної галузі, що інтенсивно створювалися й розбудовувалися після війни у цьому районі. Пізніше воно було приєднане до Олександрії.
Вербова Лоза знаходиться з північного боку траси Олександрія-Нова Прага. Навпроти, через шосе, знаходиться спортивна автомототраса «Вербова Лоза», створена 1968 року. Також поруч з трасою знаходиться ставок, що був створений для охолодження Першої Олександрійської теплоелектроцентралі.
Забудова місцевості — одноповерхова житлова.

## Історія
Село Вербова Лоза виникло на шляху з Олександрії до Нової Праги, не пізніше ніж у першій половині ХІХ ст. Також побутували назви Вербової Лози — Паскіна (за прізвищем поміщика), або просто Вербова. У Абетковому списку поселень Херсонської губернії за 1856 рік зазначено що у селі сім дворів, а належить воно сотнику Паскіну Парецькому.
Внаслідок адміністративно-територіальної реорганізації 1971 року село було приєднано до міста Олександрія. Назва села збереглася у назві найдовшої вулиці місцевості — Верболозівській.